# Home (toets)

De hometoets, naast enkele andere functietoetsen

Home is een toets op het toetsenbord van een computer. Hiermee wordt de cursor verplaatst naar het begin van een regel of het begin van een webpagina.

## Toetsenbord
Op een IBM/Windows toetsenbord (QWERTY) staat home boven de end-toets.